# Kupetinci
Kupetinci so naselje v Občini Sveti Jurij ob Ščavnici.
Razloženo naselje na skrajnih jugovzodnih slemenskih odrastkih Kapelskih goric leži med dolinama Kupetinskega in Stanetinskega potoka. V okolici prevladujejo sadovnjaki in njive, v dolini na vzhodu so travniki, na zahodu pa mešani gozd. Kmetje se preživljajo predvsem z živinorejo, drugi krajani pa so zaposleni. 

### Zgodovina
Kraj se omenja že med letoma 1265 in 1267. V vasi je ohranjena kapelica iz 18. stoletja.

## Galerija
- Kupetinci iz zraka (smer SV)
- Viadukt Kupetinci
- Kupetinci iz zraka (smer Z)
- Kupetinci iz zraka (smer JZ)
- Gozdna cesta
- Travniki
- Vas pozimi
- Kupetinški potok
- Viadukt Kupetinci
- Čebelnjak (Čebelarstvo Jaušovec)